# Cryptamorpha peregrina
Cryptamorpha peregrina là một loài bọ cánh cứng trong họ Silvanidae. Loài này được Blackburn miêu tả khoa học năm 1903.